# Тилберя
Тилберя (на шведски: Tillberga) е град в централна Швеция, лен Вестманланд, община Вестерос. Намира се на около 140 km на северозапад от столицата Стокхолм и на 14 km на североизток от Вестерос. ЖП възел. Населението на града е 2138 жители, по приблизителна оценка от декември 2017 г.